# Physalis campanula
Physalis campanula ist eine Pflanzenart aus der Gattung der Blasenkirschen (Physalis) in der Familie der Nachtschattengewächse (Solanaceae).
Die Art aus der Klasse der Bedecktsamer (Magnoliophyta) kommt ausschließlich in Mexiko und Guatemala vor.

## Beschreibung
Physalis campanula ist eine krautige Pflanze, die bis 60 cm hoch wird. Sie ist mit abstehenden, vielzelligen Trichomen verschiedener Länge besetzt, einige davon haben drüsige Köpfe. Im Alter wird die Pflanze jedoch kahl. Die Laubblätter sind ganzrandig oder leicht wellenförmig gelappt und eiförmig. Die größeren Blattspreiten haben eine Größe von 5 bis 12 × 3 bis 5 cm, die Spitze ist spitz zulaufend oder zugespitzt, die Basis abgerundet. Die Behaarung der Blätter ähnelt der Behaarung der Sprossachse. Die Blattstiele sind 1 bis 4,5 cm lang.
Die im Februar bis April blühenden Blüten stehen einzeln in den Achseln an etwa 20 cm langen Blütenstielen, während der Blühphase ist der Kelch etwa 10 bis 11 mm lang und dicht mit ähnlichen Trichomen wie an der Sprossachse behaart. Die Kelchlappen sind dreieckig, 3,5 bis 5 mm lang und lang zugespitzt. Die rote, orange oder gelbe, nicht mit Flecken gezeichnete Krone besitzt eine für die Gattung relativ untypische röhrig-glockige Form und ist etwa 18 bis 19 mm lang. Unterhalb der Mitte ist sie behaart, oberhalb wird sie etwas bauchig. Der Kronsaum ist undeutlich gezähnt. Die Staubfäden sind 8 bis 9 mm lang, die Staubbeutel sind bläulich gefärbt und etwa 3 mm lang.
Die Frucht ist eine Beere mit etwa 10 mm Durchmesser, sie steht an einem 25 bis 30 mm langen Stiel und wird von einem sich stark vergrößernden Kelch umschlossen, der eine Länge von etwa 25 mm besitzt und 15 mm breit ist. Der Kelch ist auch während der Fruchtreife dicht mit Trichomen besetzt, von denen einige drüsige Köpfe besitzen.

## Vorkommen und Standorte
Die Art ist nur aus wenigen Sammlungen bekannt, sie wächst vermutlich endemisch an trockenen Ufern von Flussläufen in Höhen zwischen 2.200 und 2.500 m zwischen Sibinal und Canjulá (Guatemala) sowie in der Region von Hidalgo, Veracruz und Oaxaca (Mexiko).